# Jeu à boire

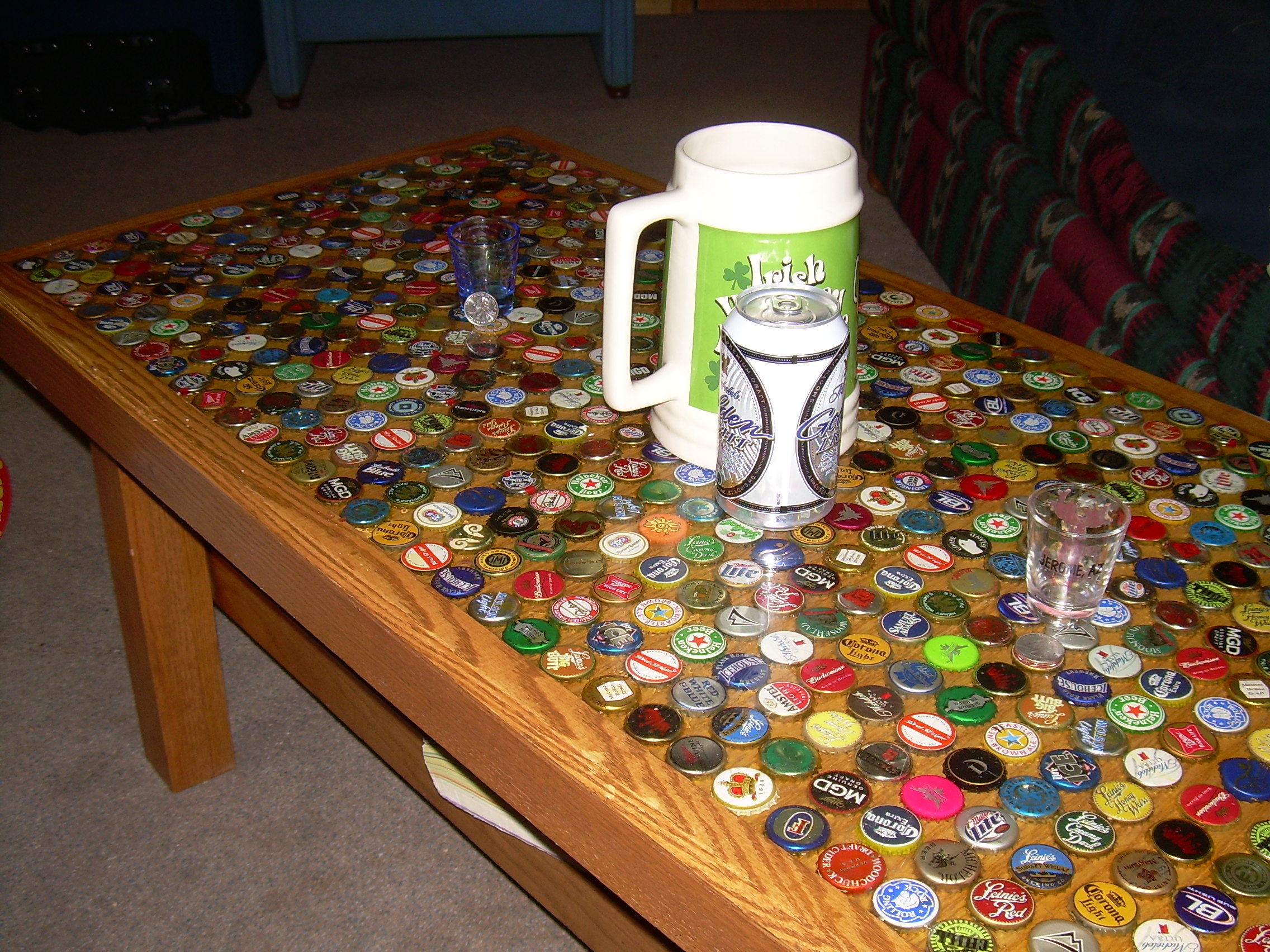
Mise en place d'un jeu à boire.

Les jeux à boire sont des jeux mettant en scène la consommation de boissons alcoolisées. Ils se pratiquent généralement à plusieurs, leur pratique seul étant assimilée à du simple alcoolisme.
Le principe général de ces jeux est de s'enivrer. Ils se pratiquent dans des bars ou au cours de soirées privées. Ils sont très populaires chez les adolescents et les jeunes adultes. Ce type de jeux est également très répandu aux États-Unis, dans les universités notamment.
L'un des plus pratiqués est le caps. Il existe une pseudo fédération française de caps, organisant des compétitions « officielles ». Le but de ce jeu est, à l'aide d'une capsule (d'où le nom caps) de faire tomber la capsule de l'adversaire en la lançant dessus. Celui qui voit sa capsule renversée se doit de boire une gorgée d'alcool. Les règles varient selon les personnes. 
Un jeu spécifique à Berlin est le Ringbahn Trinkspiel (littéralement : jeu à boire du métro circulaire). Il s'agit d'embarquer dans la ligne circulaire du RER Berlinois et de descendre à la station suivante pour y consommer une boisson alcoolisée sur le quai ou dans un bar à proximité. Puis les participants prennent la rame suivante pour une station supplémentaire et ainsi de suite, le but étant d'arriver aussi loin que possible sur la ligne sans vomir.
Les noms des autres jeux à boire varient d'un groupe à l'autre. On peut citer Toast, le jeu du 21, le 421, Fouk, le picollo, le quater, le bufallo, le whisky-basket, le biskit, le gros poulet, le roi lapin, la chocholle, le vieux pané, etc. En fait il en existe à peu près autant que de groupes ayant envie de s'enivrer ensemble.
Une bande dessinée nommée Jeux à Boire (écrite par Christophe Casazza, illustrations de Vuillemin, aux Éditions Albin Michel) présente « 50 jeux de bistro à pratiquer entre copains et sans modération pour ne plus boire idiot », d'après la quatrième de couverture.